# NGC 3486
NGC 3486 (другие обозначения — UGC 6079, MCG 5-26-32, ZWG 155.41, PGC 33166) — спиральная галактика с перемычкой (SBc) в созвездии Малый Лев.
Этот объект входит в число перечисленных в оригинальной редакции «Нового общего каталога».
В галактике обнаружен ультраяркий рентгеновский источник.